# Dead-Cat-Bounce

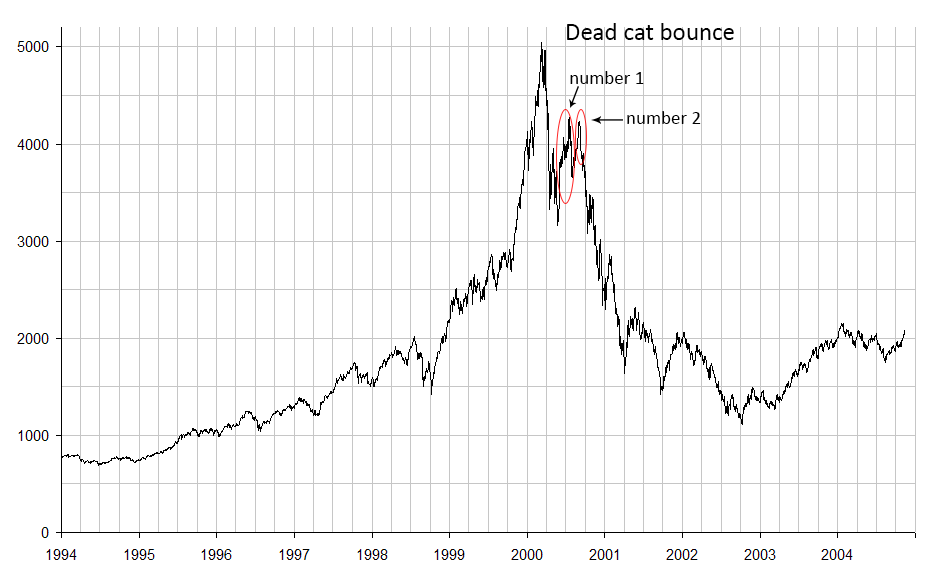
Mehrere Dead-Cat-Bounces im 2. Halbjahr 2000 und im Jahr 2001, nach dem Platzen der Dotcom-Blase (NASDAQ Composite Index).

Dead-Cat-Bounce (englisch Hüpfer einer toten Katze) ist eine Metapher an den Finanzmärkten. Sie beschreibt die nicht nachhaltige Erholung eines Wertpapierkurses oder Wertpapierindexes nach einem starken, meist länger andauernden Einbruch. Der Begriff ist abgeleitet von dem zynischen englischen Sprichwort: “Even a dead cat will bounce if it is dropped from high enough!” (deutsch: „Selbst eine tote Katze wird aufhüpfen, wenn sie aus ausreichend großer Höhe fallen gelassen wird!“). Somit bricht nach einem kurzen Aufstieg der Kurs weiter ein.

## Abgrenzung zur Bullenfalle
An sich ist der Umstand einer solchen Entwicklung eine extreme Art der Bullenfalle. Der Dead-Cat-Bounce hat jedoch wegen des anschließenden Börsenkrachs in der Regel weitreichendere Folgen für den Anleger und ist charakteristischer ausgebildet. Aufgrund des Börsenkrachs sind auch eine Vielzahl von Wertpapieren, ganze Wirtschaftszweige und Finanzmärkte davon betroffen. Eine Bullen- oder auch Bärenfalle hingegen kann zu jeder Marktsituation auftreten, kommt oft bei Einzelwerten vor und ist nichts Ungewöhnliches.

## Abgrenzung zum Salami-Crash
Der Salami-Crash läuft schleichender und langsamer ab. Ein Dead-Cat-Bounce tritt deutlich schlagartiger ein und ihm geht eine Erholung voran.